# Grue (Norvège)
Pour les articles homonymes, voir Grue.
Grue est une kommune de Norvège. Elle est située dans le comté d'Innlandet.

## Histoire
La commune de Grue a été créée en 1838. Brandval a été séparé de la municipalité de Grue en 1867.